# Vittonville
Vittonville település Franciaországban, Meurthe-et-Moselle megyében. Lakosainak száma 126 fő (2022. január 1.). Vittonville Arry, Lorry-Mardigny, Champey-sur-Moselle, Pagny-sur-Moselle és Vandières községekkel határos.

## Népesség
A település népessége az elmúlt években az alábbi módon változott:
| Lakosok száma | 75   | 87   | 100  | 129  | 124  | 120  | 126  | 128  | 127  | 126  |
|               | 1968 | 1982 | 1990 | 2006 | 2013 | 2015 | 2017 | 2019 | 2020 | 2022 |